# Schenker AG

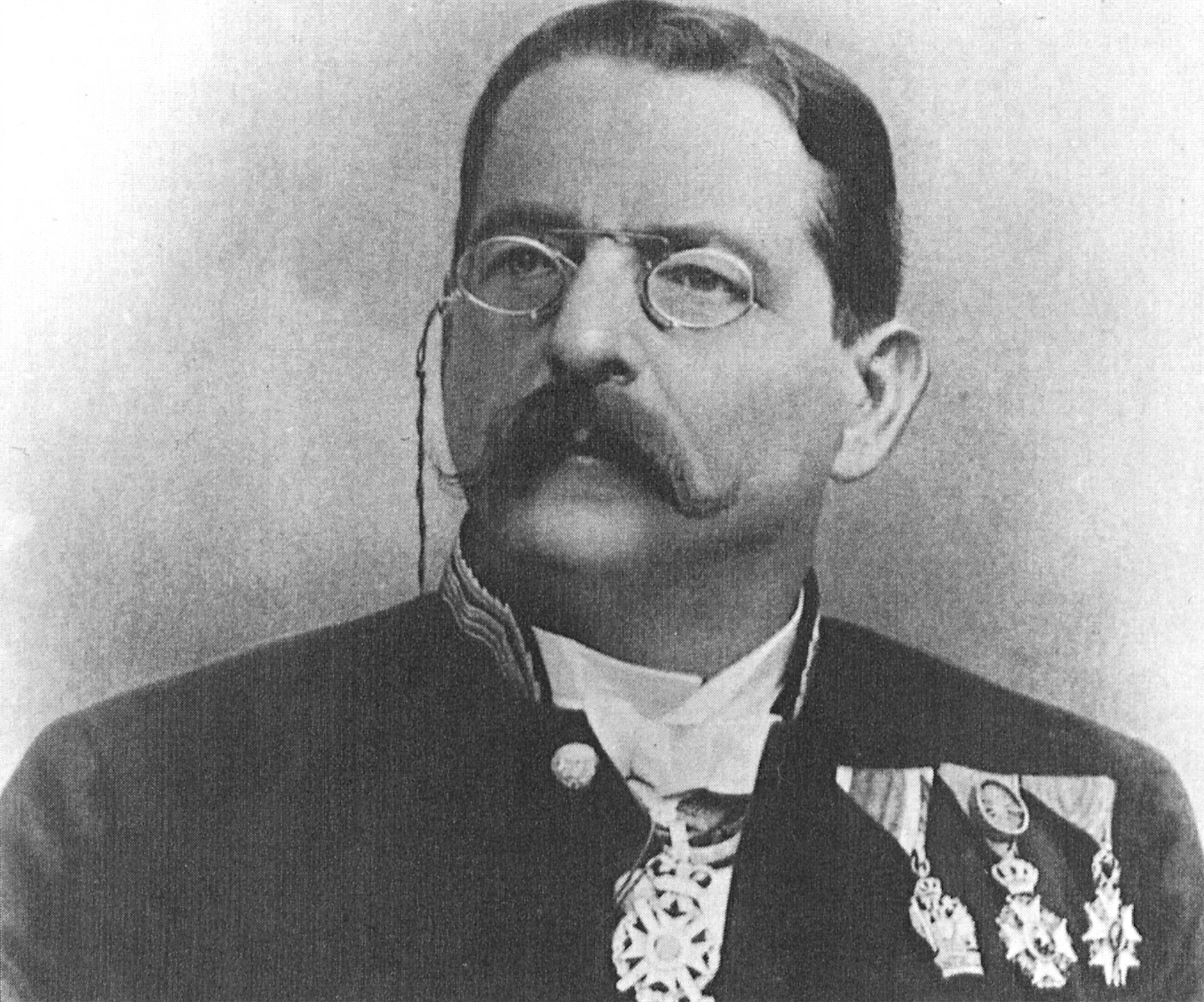
Gottfried Schenker

De merknaam Schenker, opgericht door Gottfried Schenker, kwam in 2002 in handen van Deutsche Bahn na de overname van Stinnes AG. De bedrijfsnaam DB Schenker werd geïntroduceerd voor logistieke diensten binnen de groep, met uitzondering van het goederenvervoer per spoor dat valt onder DB Cargo. Op 30 april 2025 werd het bedrijf overgenomen door de Deense logistieke dienstverlener DSV A/S.

## Activiteiten
Schenker is een wereldwijd opererende logistieke dienstverlener. Het regelt het vervoer van vracht over land, in de lucht en over water. Alleen het transport over het spoor valt niet onder de activiteiten. Bij het bedrijf werken wereldwijd ruim 70.000 mensen verdeelt over 1850 locaties in meer dan 130 landen.

## Geschiedenis
De rederij Schenker & Co. AG werd in 1872 in Wenen opgericht door de Zwitser Gottfried Schenker (1842–1901), Moritz Karpeles (1834–1903) en Moritz Hirsch (1839–1906). In 1873 werd Schenker actief op het spoor, met de route Parijs-Wenen. Door kleine zendingen te combineren tot grotere eenheden werd het transport over land sneller en goedkoper. In diverse landen werden vestigingen geopend.
Kort na de Eerste Wereldoorlog was al sprake van een nauwe samenwerking van het bedrijf met de Deutsche Reichsbahn. Deze intensieve samenwerking mede als aandeelhouder bleef bestaan tot in 1991 Schenker werd overgenomen overgenomen door Stinnes AG. In 1996 werden de logistieke activiteiten gebundeld in Schenker-Rhenus AG.
In 2002 nam Deutsche Bahn AG een meerderheidsbelang in Stinnes AG. Zeven jaar later werden de transportactiviteiten van Deutsche Bahn geherstructureerd en gebracht onder de paraplu van Schenker AG en de marknaam DB Schenker geïntroduceerd.
In zijn biografie rechtvaardigde Hartmut Mehdorn, de toenmalige bestuursvoorzitter van Deutsche Bahn, de overnames van internationale logistieke bedrijven met de eisen van klanten in het goederenvervoer. Uit een analyse uit 2000 bleek dat de 200 grootste klanten van het bedrijf tot 60% van hun vracht in het buitenland afleverden. Omdat het kerngebied van het bedrijf in Duitsland ligt, gingen klanten verloren aan concurrenten die internationaal beter gepositioneerd waren. Er was niet genoeg tijd om zelf een netwerk op te bouwen markten vandaar de aankoop van Stinnes AG in 2002 en de daarmee samenhangende overname van Schenker.
In 2010 wordt de oprichter opgenomen in de Logistics Hall of Fame.
In 2016 werden de spooractiviteiten afgesplitst. DB Schenker Rail ging over naar DB Cargo. In datzelfde jaar wordt het eerste logistieke centrum in het Midden-Oosten geopend.
Medio 2022 wordt USA Truck overgenomen. De overname past in de ambitie om een grote en belangrijke logistieke dienstverlener te worden in de Verenigde Staten. Het bedrijf telt 2100 medewerkers en heeft een vloot van 1900 vrachtwagens. De overnamesom was US$ 435 miljoen.
In december 2023 is Deutsche Bahn het verkoopproces gestart voor DB Schenker. DB Schenker is gegroeid tot een van de grootste dienstverleners in de markt voor internationale logistieke vervoer. DB Schenker heeft voor de verdere groei meer kapitaal en flexibiliteit nodig dan Deutsche Bahn kan bieden. In mei 2024 waren er vier partijen geïnteresseerd, Maersk, DSV, Bahri – de nationale scheepvaartmaatschappij van Saoedi-Arabië – en private-equity investeerder CVC Capital Partners (CVC). De biedingen zouden rond de € 14 en 15 miljard liggen. In augustus 2024 bleven er nog twee over, CVC en DSV, en op 13 september werd DSV als koper bekendgemaakt. DSV betaalt € 14,3 miljard. De transactie werd op 30 april 2025 afgerond nadat alle toestemmingen binnen waren. Met deze overname stijgt de omzet naar ongeveer DKK 310 miljard (€ 42 miljard) en telt DSV 160.000 medewerkers.